# Клевцов, Евгений Петрович
Евгений Петрович Клевцов (28 марта 1929, Обоянь, Центрально-Чернозёмная область — 24 марта 2003) — советский велогонщик, бронзовый призёр Летних олимпийских игр 1960, (Рим) в командной гонке 100 км на шоссе. Заслуженный мастер спорта СССР (1959).

## Биография
Многократный чемпион СССР (1950, 1952, ?, 1959) в командной гонке на 100 км и других велосипедных дисциплинах. Победитель Велогонок Мира (1956, 1958) в составе победившей в командном зачете команды СССР, победитель 12 этапа (Прага) Велогонки Мира 1956 г., и 8 этапа часть b (Карл-Маркс-Штадт) Велогонки Мира 1958 г. в индивидуальном зачете.
Победитель Спартакиады народов СССР 1959.
Евгений Клевцов — первый курский Олимпийский медалист, и первый курянин — Заслуженный мастер спорта СССР (1959).
До 1948 г. проживал в г. Обоянь, Курской области, работал слесарем в МТС.
Впервые принял участие в соревнованиях по велоспорту в 1948 году в Курске, в возрасте 18 лет, и занял первое место с большим отрывом. В этом же году стал лучшим сельским гонщиком России на Всероссийских сельских играх в Пятигорске, после чего его пригласили в Москву, в клуб ЦДКА.
В этом обществе и прошла вся его спортивная жизнь. С 1952 года — в сборной СССР. Капитан первой Олимпийской сборной команды велосипедистов СССР, выступавшей на Летних олимпийских играх 1952 (Хельсинки), куда также вошли Николай Бобаренко, Анатолий Колесов и Владимир Крючков, и олимпийской сборной команды велосипедистов на Летних олимпийских играх 1960 (Рим).
После ухода из спорта работал механиком сборной ЦДКА (впоследствии — ЦСКА) и страны.
С 2008 года в г. Обоянь проводится шоссейная велогонка «Мемориал Евгения Клевцова».

## Награды
- Медаль «За трудовое отличие» (16.09.1960) — за успешные выступления в XVII летних и VIII зимних Олимпийских играх 1960 года, а также за выдающиеся спортивные достижения[2]